# Lenughi
Lenughi (en arménien Լենուղի ; jusqu'en 1946 Aghlanli Nerkin ou Yasakhli) est une communauté rurale du marz d'Armavir, en Arménie. Elle comptait 1 470 habitants en 2011 ,.

## Météo
- 75% de nuages

- 24% d'humidités [6]

## Économie
La population est engagée dans l'horticulture, la culture fruitière et l'élevage.

## Démographie
- 52,1% sont des femmes (766)
- 47,9% sont des hommes (704)